# ビッグフット
ビッグフット（英：Bigfoot）は、アメリカ合衆国で目撃されるUMA（未確認動物）、または同種のUMAの総称である。先住民（インディアン）の間に伝わるサスクワッチ、サスカッチ（英：Sasquatch）と同一視される場合もある（後述）。

## 概要
身長は2m、体重は200 - 350kg。二足歩行し、歩幅は1 - 1.5m。足跡は大きなもので約47cm。筋骨隆々で、全身に褐色または灰色の毛が密生している。 顔には毛が生えておらず、鼻が低く、目が落ち窪んでいる。強烈な体臭を放つとされる。
「猿人やギガントピテクスの生き残り」などの説が挙げられているが、実在についてはアマチュア・学界問わず、長年の論争がある。アメリカでは広範囲にわたってビッグフットの足跡が報告されており、その石膏型は膨大な数に上っている。学会での高名なビッグフット実在論者には、アイダホ州立大学の解剖学・人類学准教授のジェフリー・メルドラムがいる。メルドラムはビッグフットについて、「私は科学的な証拠によって、この未確認生物が実在していることを確信しています」と述べている。否定派の意見としては「北アメリカに生息するハイイログマの誤認」や「狂言」ではないかとの見解が多数を占めている。猿人説にしても、北アメリカに猿人が渡ってきた化石証拠はなく、説としては論拠が乏しい。
1840年、ワシントン州スポケーンの白人宣教師が、アメリカ・インディアンの間に伝わる「毛深い巨人」についての話を記録している。その巨人はサケを盗み、強烈な臭いを残して去っていくとされる。カナダ西海岸部のインディアン部族は同様の生物をサスクワッチ、サスカッチ（Sasquatch）などと呼んで、現在でも聖なる生き物としている。しかし、それが近年目撃されているUMAとしてのビッグフットと同一のものを指すのかは不明である。「サスクワッチ（サスカッチ）」はコウィチャン族、またはチェハリス族の呼び名で、その意味については諸説あり、ウェンディゴとの関連を指摘する説もある。サリシ族による呼び名の「Sacsquec」は「人に似た動物」という意味である。

### 目撃史

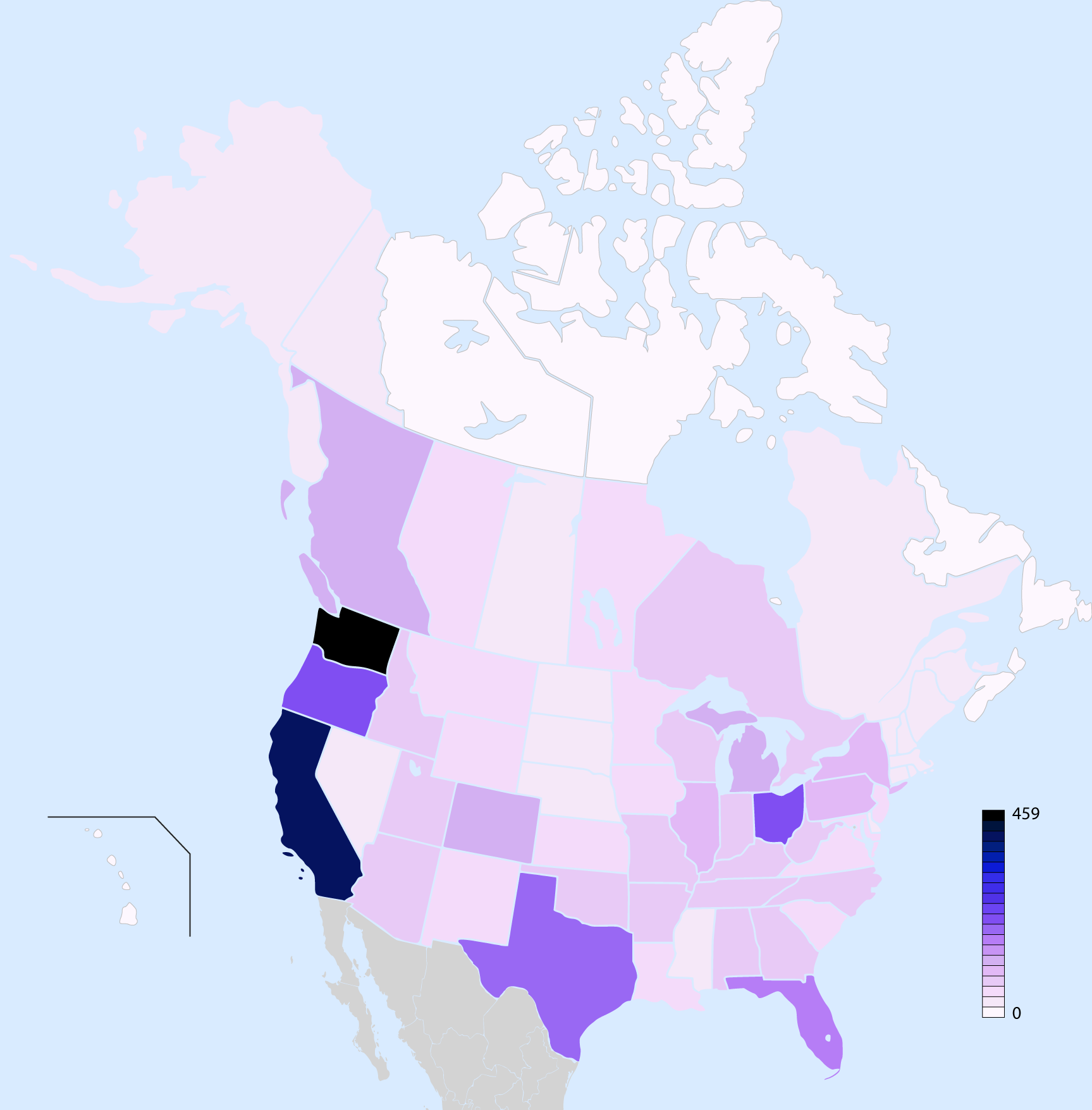
北米での目撃報告の分布図

- 1924年、ワシントン州のエイプ・キャニオンで石炭坑夫（Fred Beckと他の4名）がサスカッチに遭遇し、背中に銃弾を撃ち込んで射殺した。その夜、坑夫の小屋にサスカッチの一団が襲いかかり、小屋の傍にあった丸太を掴んでドアや屋根を壊そうとした。坑夫たちは小屋の中から銃で応戦したが、サスカッチは逃げ出さず、襲撃は明け方まで続いた。坑夫たちは恐怖のあまり、その日のうちに逃げ出したという。（射殺？ は翌日の出来事。http://www.bigfootencounters.com/classics/beck.htm ）
- 1940年、身長2.4メートルもある雄のサスカッチがネバダ州の牧場を襲撃し、牧場にいた農夫の妻（Jeannie Chapman）は子供とともに逃げた。翌朝、戻ってみると家の周りに大きな足跡が残されており、魚の入った塩漬けの樽がひっくり返され、中身が散らかっていたという。
- 1958年、カリフォルニア州でトラック運転手（Gerald CrewまたはJerry Crew ブルドーザー運転手か）が泥の中にある大きな足跡を見つけ、石膏で型をとり、その様子を写真に撮った。この写真が新聞で掲載されると、アメリカ各地でサスカッチに関する目撃情報が爆発的に増え、1960年代に入ると一年で60-100件もの情報が寄せられた。

### パターソン・ギムリン・フィルム
1967年10月20日、元カウボーイのロジャー・パターソンと友人のロバート・ギムリンの二人がカリフォルニア州・ブラフ・クリークでサスカッチの探索中に山中で雌のサスカッチに遭遇し、「歩きながら、カメラに向かって振り向くビッグフット（パティと名付けられた）」の姿をカラーの8mmフィルムで撮影した。これがいわゆる「パターソン・ギムリン・フィルム」である。
しかし、この映像については後に、長身の男性が着ぐるみ衣装でビッグフットを演じたと「告白」した。しかし、雑誌『ムー』の第5代目編集長三上丈晴によると、この告白は本人により嘘だったと後に証言されており、本物の獣人で映像の体つきから胸部分が乳房の様に見える事からメスであると武田鉄矢司会の『昭和は輝いていた』で語っていた。遺族が「生前に捏造と聞かされていた」と公表した一方で、撮影者はそれを否定しており、映像の真偽については論争が続いている。ビッグフット研究の第一人者と目されるジェフリー・メルドラムは捏造説を取ってはいない。